# Torneos WTA en 2021
El Tour de la WTA 2021 es el circuito de la élite profesional del tenis, organizado por la Asociación de Tenis Femenina (WTA) para el año 2021. El WTA Tour 2021 comprende el calendario de torneos de Grand Slam (supervisado por la Federación Internacional de Tenis (ITF), los torneos WTA 1000, los torneos WTA 500, los torneos WTA 250, la Copa Billie Jean King (organizada por la ITF) y los campeonatos de fin de año (el WTA Finals y el WTA Elite Trophy). También incluido en el calendario 2021 están los Juegos Olímpicos de Tokio, los cuales fueron reprogramados y no distribuye puntos para el Ranking.

## Calendario
Esta es la programación completa de los torneos durante el calendario de la WTA en 2021. Debido a la Pandemia de COVID-19 el calendario puede sufrir cambios a lo largo de la temporada.
Clave
| Grand Slam       |
| Juegos Olímpicos |
| Finals           |
| Elite Trophy     |
| WTA 1000         |
| WTA 500          |
| WTA 250          |
| Fed Cup          |

### Enero
| Semana      | Torneo | Campeonas                                   | Finalistas                                  | Semifinalistas                              | Cuartos de final                                         |
| ----------- | --- | ------------------------------------------- | ------------------------------------------- | ------------------------------------------- | -------------------------------------------------------- |
| 4 de enero  | Abu Dhabi WTA Women's Tennis Open Abu Dabi, Emiratos Árabes Unidos WTA 500 $565,530 – Dura – 64S/32Q/28D Cuadro Individual – Cuadro de Dobles | Aryna Sabalenka 6-2, 6-2                    | Veronika Kudermétova                        | María Sákkari Marta Kostyuk                 | Sofia Kenin Elena Rybakina Sara Sorribes Elina Svitólina |
| 4 de enero  | Abu Dhabi WTA Women's Tennis Open Abu Dabi, Emiratos Árabes Unidos WTA 500 $565,530 – Dura – 64S/32Q/28D Cuadro Individual – Cuadro de Dobles | Shuko Aoyama Ena Shibahara 7-6(5), 6-4      | Hayley Carter Luisa Stefani                 | María Sákkari Marta Kostyuk                 | Sofia Kenin Elena Rybakina Sara Sorribes Elina Svitólina |
| 4 de enero  | Brisbane International Brisbane, Australia WTA 500 $ – Dura – S/Q/D                                                                           | Cancelado debido a la Pandemia de COVID-19. | Cancelado debido a la Pandemia de COVID-19. | Cancelado debido a la Pandemia de COVID-19. | Cancelado debido a la Pandemia de COVID-19.              |
| 4 de enero  | ASB Classic Auckland, Nueva Zelanda WTA 250 $ – Dura – S/Q/D                                                                                  | Cancelado debido a la Pandemia de COVID-19. | Cancelado debido a la Pandemia de COVID-19. | Cancelado debido a la Pandemia de COVID-19. | Cancelado debido a la Pandemia de COVID-19.              |
| 4 de enero  | Shenzhen Open Shenzhen, China WTA 250 $ – Dura – S/Q/D                                                                                        | Cancelado debido a la Pandemia de COVID-19. | Cancelado debido a la Pandemia de COVID-19. | Cancelado debido a la Pandemia de COVID-19. | Cancelado debido a la Pandemia de COVID-19.              |
| 11 de enero | Hobart International Hobart, Australia WTA 250 $ – Dura – S/Q/D                                                                               | Cancelado debido a la Pandemia de COVID-19. | Cancelado debido a la Pandemia de COVID-19. | Cancelado debido a la Pandemia de COVID-19. | Cancelado debido a la Pandemia de COVID-19.              |

### Febrero
| Semana                     | Torneo | Campeonas                                                               | Subcampeonas                                                            | Semifinalistas                              | Cuartos de final                                                     |
| -------------------------- | --- | ----------------------------------------------------------------------- | ----------------------------------------------------------------------- | ------------------------------------------- | -------------------------------------------------------------------- |
| 1 de febrero               | Gippsland Trophy Melbourne, Australia WTA 500 $565,530 – Dura – 54S/28D Cuadro Individual – Cuadro de Dobles                                     | Elise Mertens 6-4, 6-1                                                  | Kaia Kanepi                                                             | Ekaterina Alexandrova Naomi Osaka           | Simona Halep Karolína Muchová Elina Svitólina Irina-Camelia Begu     |
| 1 de febrero               | Gippsland Trophy Melbourne, Australia WTA 500 $565,530 – Dura – 54S/28D Cuadro Individual – Cuadro de Dobles                                     | Barbora Krejčíková Kateřina Siniaková 6-3, 7-6(4)                       | Hao-Ching Chan Yung-Jan Chan                                            | Ekaterina Alexandrova Naomi Osaka           | Simona Halep Karolína Muchová Elina Svitólina Irina-Camelia Begu     |
| 1 de febrero               | Yarra Valley Classic Melbourne, Australia WTA 500 $565,530 – Dura – 54S/28D Cuadro Individual – Cuadro de Dobles                                 | Ashleigh Barty 7-6(3), 6-4                                              | Garbiñe Muguruza                                                        | Serena Williams Markéta Vondroušová         | Shelby Rogers Danielle Collins Nadia Podoroska Sofia Kenin           |
| 1 de febrero               | Yarra Valley Classic Melbourne, Australia WTA 500 $565,530 – Dura – 54S/28D Cuadro Individual – Cuadro de Dobles                                 | Shuko Aoyama Ena Shibahara 6-3, 6-4                                     | Anna Kalinskaya Viktória Kužmová                                        | Serena Williams Markéta Vondroušová         | Shelby Rogers Danielle Collins Nadia Podoroska Sofia Kenin           |
| 1 de febrero               | Grampians Trophy Melbourne, Australia WTA 500 $565,530 – Dura – 28S Cuadro Individual                                                            | Anett Kontaveit vs Ann Li Final cancelada por retraso en el calendario. | Anett Kontaveit vs Ann Li Final cancelada por retraso en el calendario. | María Sákkari Jennifer Brady                | Angelique Kerber Victoria Azárenka Barbora Krejčíková Sorana Cîrstea |
| 8 de febrero 15 de febrero | Australian Open Melbourne, Australia Grand Slam A$33,098,500 – Dura – 128S/128Q/64D/16Q/32X Cuadro Individual – Cuadro de Dobles – Dobles Mixtos | Naomi Osaka 6-4, 6-3                                                    | Jennifer Brady                                                          | Karolína Muchová Serena Williams            | Ashleigh Barty Jessica Pegula Su-Wei Hsieh Simona Halep              |
| 8 de febrero 15 de febrero | Australian Open Melbourne, Australia Grand Slam A$33,098,500 – Dura – 128S/128Q/64D/16Q/32X Cuadro Individual – Cuadro de Dobles – Dobles Mixtos | Elise Mertens Aryna Sabalenka 6-2, 6-3                                  | Barbora Krejčíková Kateřina Siniaková                                   | Karolína Muchová Serena Williams            | Ashleigh Barty Jessica Pegula Su-Wei Hsieh Simona Halep              |
| 8 de febrero 15 de febrero | Australian Open Melbourne, Australia Grand Slam A$33,098,500 – Dura – 128S/128Q/64D/16Q/32X Cuadro Individual – Cuadro de Dobles – Dobles Mixtos | Barbora Krejčíková Rajeev Ram 6-1, 6-4                                  | Samantha Stosur Matthew Ebden                                           | Karolína Muchová Serena Williams            | Ashleigh Barty Jessica Pegula Su-Wei Hsieh Simona Halep              |
| 8 de febrero 15 de febrero | Toyota Thailand Open Hua Hin, Tailandia WTA 250 $ – Dura – S/Q/D                                                                                 | Cancelado debido a la Pandemia de COVID-19.                             | Cancelado debido a la Pandemia de COVID-19.                             | Cancelado debido a la Pandemia de COVID-19. | Cancelado debido a la Pandemia de COVID-19.                          |
| 15 de febrero              | Phillip Island Trophy Melbourne, Australia WTA 250 $235,238 – Dura – 56S/16Q/25D Cuadro Individual – Cuadro de Dobles                            | Daria Kasátkina 4-6, 6-2, 6-2                                           | Marie Bouzková                                                          | Danielle Collins Bianca Andreescu           | Rebecca Peterson Petra Martić Jil Teichmann Irina-Camelia Begu       |
| 15 de febrero              | Phillip Island Trophy Melbourne, Australia WTA 250 $235,238 – Dura – 56S/16Q/25D Cuadro Individual – Cuadro de Dobles                            | Ankita Raina Kamilla Rakhimova 2-6, 6-4, [10-7]                         | Anna Blinkova Anastasia Potapova                                        | Danielle Collins Bianca Andreescu           | Rebecca Peterson Petra Martić Jil Teichmann Irina-Camelia Begu       |
| 22 de febrero              | Adelaide International Adelaide, Australia WTA 500 $565,530 – Dura – 28S/24Q/16D Cuadro Individual – Cuadro de Dobles                            | Iga Świątek 6-2, 6-2                                                    | Belinda Bencic                                                          | Jil Teichmann Cori Gauff                    | Danielle Collins Anastasija Sevastova Shelby Rogers Storm Sanders    |
| 22 de febrero              | Adelaide International Adelaide, Australia WTA 500 $565,530 – Dura – 28S/24Q/16D Cuadro Individual – Cuadro de Dobles                            | Alexa Guarachi Desirae Krawczyk 6-7(4), 6-4, [10-3]                     | Hayley Carter Luisa Stefani                                             | Jil Teichmann Cori Gauff                    | Danielle Collins Anastasija Sevastova Shelby Rogers Storm Sanders    |
| 22 de febrero              | Abierto Mexicano Telcel Acapulco, México WTA 250 $ – Dura – S/Q/D                                                                                | Cancelado debido a la Pandemia de COVID-19.                             | Cancelado debido a la Pandemia de COVID-19.                             | Cancelado debido a la Pandemia de COVID-19. | Cancelado debido a la Pandemia de COVID-19.                          |

### Marzo
| Semana                  | Torneo | Campeonas                                           | Finalistas                           | Semifinalistas                        | Cuartos de final                                                                 |
| ----------------------- | --- | --------------------------------------------------- | ------------------------------------ | ------------------------------------- | -------------------------------------------------------------------------------- |
| 1 de marzo              | Qatar Total Open Doha, Catar WTA 500 $565,530 – Dura – 28S/32Q/D16 Cuadro Individual – Cuadro de Dobles                                          | Petra Kvitová 6-2, 6-1                              | Garbiñe Muguruza                     | Victoria Azárenka Jessica Pegula      | Elina Svitólina María Sákkari Anett Kontaveit Karolína Plíšková                  |
| 1 de marzo              | Qatar Total Open Doha, Catar WTA 500 $565,530 – Dura – 28S/32Q/D16 Cuadro Individual – Cuadro de Dobles                                          | Nicole Melichar Demi Schuurs 6-2, 2-6, [10-8]       | Monica Niculescu Jeļena Ostapenko    | Victoria Azárenka Jessica Pegula      | Elina Svitólina María Sákkari Anett Kontaveit Karolína Plíšková                  |
| 1 de marzo              | Open 6ème Sens – Métropole de Lyon Lyon, Francia WTA 250 $235,238 – Dura (i) – 32S/24Q/16D Cuadro Individual – Cuadro de Dobles                  | Clara Tauson 6-4, 6-1                               | Viktorija Golubic                    | Paula Badosa Fiona Ferro              | Camila Giorgi Kristina Mladenovic Greet Minnen Clara Burel                       |
| 1 de marzo              | Open 6ème Sens – Métropole de Lyon Lyon, Francia WTA 250 $235,238 – Dura (i) – 32S/24Q/16D Cuadro Individual – Cuadro de Dobles                  | Viktória Kužmová Arantxa Rus 3-6, 7-5, [10-7]       | Eugénie Bouchard Olga Danilović      | Paula Badosa Fiona Ferro              | Camila Giorgi Kristina Mladenovic Greet Minnen Clara Burel                       |
| 8 de marzo              | Dubai Duty Free Tennis Championships Dubái, Emiratos Árabes Unidos WTA 1000 $1,835,490 – Dura – 56S/32Q/28D Cuadro Individual – Cuadro de Dobles | Garbiñe Muguruza 7-6(6), 6-3                        | Barbora Krejčíková                   | Jil Teichmann Elise Mertens           | Anastasia Potapova Cori Gauff Aryna Sabalenka Jessica Pegula                     |
| 8 de marzo              | Dubai Duty Free Tennis Championships Dubái, Emiratos Árabes Unidos WTA 1000 $1,835,490 – Dura – 56S/32Q/28D Cuadro Individual – Cuadro de Dobles | Alexa Guarachi Darija Jurak 6-0, 6-3                | Yifan Xu Zhaoxuan Yang               | Jil Teichmann Elise Mertens           | Anastasia Potapova Cori Gauff Aryna Sabalenka Jessica Pegula                     |
| 8 de marzo              | Abierto Zapopan Guadalajara, México WTA 250 $235,238 – Dura – 32S/24Q/16D Cuadro Individual – Cuadro de Dobles                                   | Sara Sorribes 6-2, 7-5                              | Eugénie Bouchard                     | Elisabetta Cocciaretto Marie Bouzková | Lauren Davis Caty McNally Astra Sharma Anna Schmiedlová                          |
| 8 de marzo              | Abierto Zapopan Guadalajara, México WTA 250 $235,238 – Dura – 32S/24Q/16D Cuadro Individual – Cuadro de Dobles                                   | Ellen Perez Astra Sharma 6-4, 6-4                   | Desirae Krawczyk Giuliana Olmos      | Elisabetta Cocciaretto Marie Bouzková | Lauren Davis Caty McNally Astra Sharma Anna Schmiedlová                          |
| 15 de marzo             | St. Petersburg Ladies Trophy San Petersburgo, Rusia WTA 500 $565,530 – Dura (i) – 28S/24Q/16D Cuadro Individual – Cuadro de Dobles               | Daria Kasátkina 6-3, 2-1, ret.                      | Margarita Gasparyan                  | Vera Zvonareva Svetlana Kuznetsova    | Ekaterina Alexandrova Anastasia Gasanova Jaqueline Cristian Veronika Kudermétova |
| 15 de marzo             | St. Petersburg Ladies Trophy San Petersburgo, Rusia WTA 500 $565,530 – Dura (i) – 28S/24Q/16D Cuadro Individual – Cuadro de Dobles               | Nadiia Kichenok Ioana Raluca Olaru 2-6, 6-3, [10-8] | Kaitlyn Christian Sabrina Santamaria | Vera Zvonareva Svetlana Kuznetsova    | Ekaterina Alexandrova Anastasia Gasanova Jaqueline Cristian Veronika Kudermétova |
| 15 de marzo             | Abierto GNP Seguros Monterrey, México WTA 250 $235,238 – Dura – 32S/24Q/16D Cuadro Individual – Cuadro de Dobles                                 | Leylah Fernandez 6-1, 6-4                           | Viktorija Golubic                    | Sara Sorribes Ann Li                  | Viktória Kužmová Anna Schmiedlová Saisai Zheng Anna Kalinskaya                   |
| 15 de marzo             | Abierto GNP Seguros Monterrey, México WTA 250 $235,238 – Dura – 32S/24Q/16D Cuadro Individual – Cuadro de Dobles                                 | Caroline Dolehide Asia Muhammad 6-2, 6-3            | Heather Watson Saisai Zheng          | Sara Sorribes Ann Li                  | Viktória Kužmová Anna Schmiedlová Saisai Zheng Anna Kalinskaya                   |
| 22 de marzo 29 de marzo | Miami Open presented by Itaú Miami, Estados Unidos WTA 1000 $3,260,190 – Dura – 96S/48Q/32D Cuadro Individual – Cuadro de Dobles                 | Ashleigh Barty 6-3, 4-0, ret.                       | Bianca Andreescu                     | Elina Svitólina María Sákkari         | Aryna Sabalenka Anastasija Sevastova Sara Sorribes Naomi Osaka                   |
| 22 de marzo 29 de marzo | Miami Open presented by Itaú Miami, Estados Unidos WTA 1000 $3,260,190 – Dura – 96S/48Q/32D Cuadro Individual – Cuadro de Dobles                 | Shuko Aoyama Ena Shibahara 6-2, 7-5                 | Hayley Carter Luisa Stefani          | Elina Svitólina María Sákkari         | Aryna Sabalenka Anastasija Sevastova Sara Sorribes Naomi Osaka                   |

### Abril
| Semana                | Torneo | Campeonas                                        | Subcampeonas                                | Semifinalistas                              | Cuartos de final                                                      |
| --------------------- | --- | ------------------------------------------------ | ------------------------------------------- | ------------------------------------------- | --------------------------------------------------------------------- |
| 5 de abril            | Volvo Car Open Charleston, Estados Unidos WTA 500 $565,530 – Tierra Batida (Verde) – 56S/32Q/16D Cuadro Individual – Cuadro de Dobles          | Veronika Kudermétova 6-4, 6-2                    | Danka Kovinić                               | Paula Badosa Ons Jabeur                     | Ashleigh Barty Sloane Stephens Yulia Putintseva Cori Gauff            |
| 5 de abril            | Volvo Car Open Charleston, Estados Unidos WTA 500 $565,530 – Tierra Batida (Verde) – 56S/32Q/16D Cuadro Individual – Cuadro de Dobles          | Nicole Melichar Demi Schuurs 6-2, 6-4            | Marie Bouzková Lucie Hradecká               | Paula Badosa Ons Jabeur                     | Ashleigh Barty Sloane Stephens Yulia Putintseva Cori Gauff            |
| 5 de abril            | Claro Open Colsanitas Bogotá, Colombia WTA 250 $235,238 – Tierra Batida (Roja) – 32S/24Q/16D Cuadro Individual – Cuadro de Dobles              | María Camila Osorio 5-7, 6-3, 6-4                | Tamara Zidanšek                             | Harmony Tan Viktoriya Tomova                | Stefanie Vögele Lara Arruabarrena Nuria Parrizas Sara Errani          |
| 5 de abril            | Claro Open Colsanitas Bogotá, Colombia WTA 250 $235,238 – Tierra Batida (Roja) – 32S/24Q/16D Cuadro Individual – Cuadro de Dobles              | Elixane Lechemia Ingrid Neel 6-3, 6-4            | Mihaela Buzărnescu Anna-Lena Friedsam       | Harmony Tan Viktoriya Tomova                | Stefanie Vögele Lara Arruabarrena Nuria Parrizas Sara Errani          |
| 12 de abril           | Kunming Open Anning, China WTA 250 $ – Tierra Batida (Roja) – S/Q/D                                                                            | Pospuesto debido a la Pandemia de COVID-19.      | Pospuesto debido a la Pandemia de COVID-19. | Pospuesto debido a la Pandemia de COVID-19. | Pospuesto debido a la Pandemia de COVID-19.                           |
| 12 de abril           | MUSC Health Women's Open Charleston, Estados Unidos WTA 250 $235,238 – Tierra Batida (Verde) – 32S/16Q/16D Cuadro Individual– Cuadro de Dobles | Astra Sharma 2-6, 7-5, 6-1                       | Ons Jabeur                                  | Danka Kovinić María Camila Osorio           | Nao Hibino Shelby Rogers Linda Fruhvirtová Clara Tauson               |
| 12 de abril           | MUSC Health Women's Open Charleston, Estados Unidos WTA 250 $235,238 – Tierra Batida (Verde) – 32S/16Q/16D Cuadro Individual– Cuadro de Dobles | Hailey Baptiste Caty McNally 6-7(4), 6-4, [10-6] | Ellen Perez Storm Sanders                   | Danka Kovinić María Camila Osorio           | Nao Hibino Shelby Rogers Linda Fruhvirtová Clara Tauson               |
| 19 de abril           | Porsche Tennis Grand Prix Stuttgart, Alemania WTA 500 $565,530 – Tierra Batida (Roja) (i) – 28S/24Q/16D Cuadro Individual– Cuadro de Dobles    | Ashleigh Barty 3-6, 6-0, 6-3                     | Aryna Sabalenka                             | Elina Svitólina Simona Halep                | Karolína Plíšková Petra Kvitová Anett Kontaveit Ekaterina Alexandrova |
| 19 de abril           | Porsche Tennis Grand Prix Stuttgart, Alemania WTA 500 $565,530 – Tierra Batida (Roja) (i) – 28S/24Q/16D Cuadro Individual– Cuadro de Dobles    | Ashleigh Barty Jennifer Brady 6-4, 5-7, [10-5]   | Desirae Krawczyk Bethanie Mattek-Sands      | Elina Svitólina Simona Halep                | Karolína Plíšková Petra Kvitová Anett Kontaveit Ekaterina Alexandrova |
| 19 de abril           | Tennis Championship Istanbul Estambul, Turquía WTA 250 $235,238 – Tierra Batida (Roja) – 32S/24Q/16D Cuadro Individual – Cuadro de Dobles      | Sorana Cîrstea 6-1, 7-6(3)                       | Elise Mertens                               | Veronika Kudermétova Marta Kostyuk          | Kateřina Siniaková Ana Bogdan Ana Konjuh Fiona Ferro                  |
| 19 de abril           | Tennis Championship Istanbul Estambul, Turquía WTA 250 $235,238 – Tierra Batida (Roja) – 32S/24Q/16D Cuadro Individual – Cuadro de Dobles      | Veronika Kudermétova Elise Mertens 6-1, 6-1      | Nao Hibino Makoto Ninomiya                  | Veronika Kudermétova Marta Kostyuk          | Kateřina Siniaková Ana Bogdan Ana Konjuh Fiona Ferro                  |
| 26 de abril 3 de mayo | Mutua Madrid Open Madrid, España WTA 1000 €2,549,105 – Tierra Batida (Roja) – 64S/48Q/30D Cuadro Individual – Cuadro de Dobles                 | Aryna Sabalenka 6-0, 3-6, 6-4                    | Ashleigh Barty                              | Paula Badosa Anastasia Pavlyuchenkova       | Petra Kvitová Belinda Bencic Elise Mertens Karolína Muchová           |
| 26 de abril 3 de mayo | Mutua Madrid Open Madrid, España WTA 1000 €2,549,105 – Tierra Batida (Roja) – 64S/48Q/30D Cuadro Individual – Cuadro de Dobles                 | Barbora Krejčíková Kateřina Siniaková 6-4, 6-3   | Gabriela Dabrowski Demi Schuurs             | Paula Badosa Anastasia Pavlyuchenkova       | Petra Kvitová Belinda Bencic Elise Mertens Karolína Muchová           |

### Mayo
| Semana                | Torneo | Campeones                                       | Subcampeones                                | Semifinalistas                              | Quarterfinalists                                                      |
| --------------------- | --- | ----------------------------------------------- | ------------------------------------------- | ------------------------------------------- | --------------------------------------------------------------------- |
| 10 de mayo            | Internazionali BNL d'Italia Roma, Italia WTA 1000 $1,835,490 – Tierra Batida (Roja) – 56S/32Q/28D Cuadro Individual – Cuadro de Dobles       | Iga Świątek 6-0, 6-0                            | Karolína Plíšková                           | Cori Gauff Petra Martić                     | Ashleigh Barty Elina Svitólina Jeļena Ostapenko Jessica Pegula        |
| 10 de mayo            | Internazionali BNL d'Italia Roma, Italia WTA 1000 $1,835,490 – Tierra Batida (Roja) – 56S/32Q/28D Cuadro Individual – Cuadro de Dobles       | Sharon Fichman Giuliana Olmos 4-6, 7-5, [10-5]  | Kristina Mladenovic Markéta Vondroušová     | Cori Gauff Petra Martić                     | Ashleigh Barty Elina Svitólina Jeļena Ostapenko Jessica Pegula        |
| 17 de mayo            | Grand Prix SAR La Princesse Lalla Meryem Rabat, Marruecos WTA 250 $ – Tierra Batida (Roja) – S/Q/D                                           | Cancelado debido a la Pandemia de COVID-19.     | Cancelado debido a la Pandemia de COVID-19. | Cancelado debido a la Pandemia de COVID-19. | Cancelado debido a la Pandemia de COVID-19.                           |
| 17 de mayo            | Serbia Ladies Open Belgrado, Serbia WTA 250 $235,238 – Tierra Batida (Rojo) – 32S/24Q/16D Cuadro Individual – Cuadro de Dobles               | Paula Badosa 6-2, 2-0, ret.                     | Ana Konjuh                                  | Viktoriya Tomova María Camila Osorio        | Réka Luca Jani Rebecca Peterson Aliaksandra Sasnóvich Nadia Podoroska |
| 17 de mayo            | Serbia Ladies Open Belgrado, Serbia WTA 250 $235,238 – Tierra Batida (Rojo) – 32S/24Q/16D Cuadro Individual – Cuadro de Dobles               | Aleksandra Krunić Nina Stojanović 6-0, 6-2      | Greet Minnen Alison Van Uytvanck            | Viktoriya Tomova María Camila Osorio        | Réka Luca Jani Rebecca Peterson Aliaksandra Sasnóvich Nadia Podoroska |
| 17 de mayo            | Emilia-Romagna Open Parma, Italia WTA 250 $235,238 – Tierra Batida (Roja) – 32S/24Q/16D Cuadro Individual – Cuadro de Dobles                 | Cori Gauff 6-1, 6-3                             | Qiang Wang                                  | Kateřina Siniaková Sloane Stephens          | Caroline Garcia Amanda Anisimova Sara Errani Petra Martić             |
| 17 de mayo            | Emilia-Romagna Open Parma, Italia WTA 250 $235,238 – Tierra Batida (Roja) – 32S/24Q/16D Cuadro Individual – Cuadro de Dobles                 | Cori Gauff Caty McNally 6-3, 6-2                | Darija Jurak Andreja Klepač                 | Kateřina Siniaková Sloane Stephens          | Caroline Garcia Amanda Anisimova Sara Errani Petra Martić             |
| 24 de mayo            | Internationaux de Strasbourg Estrasburgo, Francia WTA 250 $235,238 – Tierra Batida (Rojo) – 32S/24Q/16D Cuadro Individual – Cuadro de Dobles | Barbora Krejčíková 6-3, 6-3                     | Sorana Cîrstea                              | Magda Linette Jule Niemeier                 | Bianca Andreescu Yulia Putintseva Ekaterina Alexandrova Arantxa Rus   |
| 24 de mayo            | Internationaux de Strasbourg Estrasburgo, Francia WTA 250 $235,238 – Tierra Batida (Rojo) – 32S/24Q/16D Cuadro Individual – Cuadro de Dobles | Alexa Guarachi Desirae Krawczyk 6-2, 6-3        | Makoto Ninomiya Zhaoxuan Yang               | Magda Linette Jule Niemeier                 | Bianca Andreescu Yulia Putintseva Ekaterina Alexandrova Arantxa Rus   |
| 31 de mayo 7 de junio | Roland Garros París, Francia Grand Slam €17,171,108 – Tierra Batida (Roja) – S/Q/D/X Cuadro Individual – Cuadro de Dobles – Dobles Mixtos    | Barbora Krejčíková 6-1, 2-6, 6-4                | Anastasia Pavlyuchenkova                    | María Sákkari Tamara Zidanšek               | Cori Gauff Iga Świątek Elena Rybakina Paula Badosa                    |
| 31 de mayo 7 de junio | Roland Garros París, Francia Grand Slam €17,171,108 – Tierra Batida (Roja) – S/Q/D/X Cuadro Individual – Cuadro de Dobles – Dobles Mixtos    | Barbora Krejčíková Kateřina Siniaková 6-4, 6-2  | Bethanie Mattek-Sands Iga Świątek           | María Sákkari Tamara Zidanšek               | Cori Gauff Iga Świątek Elena Rybakina Paula Badosa                    |
| 31 de mayo 7 de junio | Roland Garros París, Francia Grand Slam €17,171,108 – Tierra Batida (Roja) – S/Q/D/X Cuadro Individual – Cuadro de Dobles – Dobles Mixtos    | Desirae Krawczyk Joe Salisbury 2-6, 6-4, [10-5] | Elena Vesnina Aslán Karatsev                | María Sákkari Tamara Zidanšek               | Cori Gauff Iga Świątek Elena Rybakina Paula Badosa                    |

### Junio
| Semana                 | Torneo | Campeones                                             | Subcampeones                                | Semifinalistas                              | Cuartos de final                                                        |
| ---------------------- | --- | ----------------------------------------------------- | ------------------------------------------- | ------------------------------------------- | ----------------------------------------------------------------------- |
| 7 de junio             | Libéma Open 's-Hertogenbosch, Países Bajos WTA 250 € – Césped – S/Q/D                                                                               | Cancelado debido a la Pandemia de COVID-19.           | Cancelado debido a la Pandemia de COVID-19. | Cancelado debido a la Pandemia de COVID-19. | Cancelado debido a la Pandemia de COVID-19.                             |
| 7 de junio             | Viking Open Nottingham Nottingham, Gran Bretaña WTA 250 $235,238 – Césped – 48S/16Q/16D Cuadro Individual – Cuadro de Dobles                        | Johanna Konta 6-2, 6-1                                | Shuai Zhang                                 | Nina Stojanović Lauren Davis                | Alison Van Uytvanck Tereza Martincová Kristina Mladenovic Katie Boulter |
| 7 de junio             | Viking Open Nottingham Nottingham, Gran Bretaña WTA 250 $235,238 – Césped – 48S/16Q/16D Cuadro Individual – Cuadro de Dobles                        | Lyudmyla Kichenok Makoto Ninomiya 6-4, 6-7(3), [10-8] | Caroline Dolehide Storm Sanders             | Nina Stojanović Lauren Davis                | Alison Van Uytvanck Tereza Martincová Kristina Mladenovic Katie Boulter |
| 14 de junio            | Bett1open Berlín, Alemania WTA 500 $565,530 – Césped – 28S/24Q/16D Cuadro Individual – Cuadro de Dobles                                             | Liudmila Samsónova 1-6, 6-1, 6-3                      | Belinda Bencic                              | Victoria Azárenka Alizé Cornet              | Madison Keys Jessica Pegula Garbiñe Muguruza Ekaterina Alexandrova      |
| 14 de junio            | Bett1open Berlín, Alemania WTA 500 $565,530 – Césped – 28S/24Q/16D Cuadro Individual – Cuadro de Dobles                                             | Victoria Azárenka Aryna Sabalenka 4-6, 7-5, [10-4]    | Nicole Melichar Demi Schuurs                | Victoria Azárenka Alizé Cornet              | Madison Keys Jessica Pegula Garbiñe Muguruza Ekaterina Alexandrova      |
| 14 de junio            | Viking Classic Birmingham Birmingham, Gran Bretaña WTA 250 $235,238 – Césped – 32S/24Q/16D Cuadro Individual – Cuadro de Dobles                     | Ons Jabeur 7-5, 6-4                                   | Daria Kasátkina                             | Coco Vandeweghe Heather Watson              | Marie Bouzková Tereza Martincová Donna Vekić Anastasia Potapova         |
| 14 de junio            | Viking Classic Birmingham Birmingham, Gran Bretaña WTA 250 $235,238 – Césped – 32S/24Q/16D Cuadro Individual – Cuadro de Dobles                     | Marie Bouzková Lucie Hradecká 6-4, 2-6, [10-8]        | Ons Jabeur Ellen Perez                      | Coco Vandeweghe Heather Watson              | Marie Bouzková Tereza Martincová Donna Vekić Anastasia Potapova         |
| 21 de junio            | Viking International Eastbourne Eastbourne, Inglaterra WTA 500 €565,530 – Césped – 32S/24Q/16D Cuadro Individual – Cuadro de Dobles                 | Jeļena Ostapenko 6-3, 6-3                             | Anett Kontaveit                             | Camila Giorgi Elena Rybakina                | Aryna Sabalenka Viktorija Golubic Daria Kasátkina Anastasija Sevastova  |
| 21 de junio            | Viking International Eastbourne Eastbourne, Inglaterra WTA 500 €565,530 – Césped – 32S/24Q/16D Cuadro Individual – Cuadro de Dobles                 | Shuko Aoyama Ena Shibahara 6-1, 6-4                   | Nicole Melichar Demi Schuurs                | Camila Giorgi Elena Rybakina                | Aryna Sabalenka Viktorija Golubic Daria Kasátkina Anastasija Sevastova  |
| 21 de junio            | Bad Homburg Open presented by Engel & Volkers Bad Homburg, Alemania WTA 250 $235,238 – Césped – 32S/8Q/16D Cuadro Individual – Cuadro de Dobles     | Angelique Kerber 6-3, 6-2                             | Kateřina Siniaková                          | Petra Kvitová Sara Sorribes                 | Nadia Podoroska Amanda Anisimova Laura Siegemund Victoria Azárenka      |
| 21 de junio            | Bad Homburg Open presented by Engel & Volkers Bad Homburg, Alemania WTA 250 $235,238 – Césped – 32S/8Q/16D Cuadro Individual – Cuadro de Dobles     | Darija Jurak Andreja Klepač 6-3, 6-1                  | Nadiia Kichenok Ioana Raluca Olaru          | Petra Kvitová Sara Sorribes                 | Nadia Podoroska Amanda Anisimova Laura Siegemund Victoria Azárenka      |
| 28 de junio 5 de julio | The Championships, Wimbledon Londres, Gran Bretaña Grand Slam £35,016,000 – Césped – S/Q/D/Q/X Cuadro Individual – Cuadro de Dobles – Dobles Mixtos | Ashleigh Barty 6-3, 6-7(4), 6-3                       | Karolína Plíšková                           | Angelique Kerber Aryna Sabalenka            | Ajla Tomljanović Karolína Muchová Viktorija Golubic Ons Jabeur          |
| 28 de junio 5 de julio | The Championships, Wimbledon Londres, Gran Bretaña Grand Slam £35,016,000 – Césped – S/Q/D/Q/X Cuadro Individual – Cuadro de Dobles – Dobles Mixtos | Su-Wei Hsieh Elise Mertens 3-6, 7-5, 9-7              | Veronika Kudermétova Elena Vesnina          | Angelique Kerber Aryna Sabalenka            | Ajla Tomljanović Karolína Muchová Viktorija Golubic Ons Jabeur          |
| 28 de junio 5 de julio | The Championships, Wimbledon Londres, Gran Bretaña Grand Slam £35,016,000 – Césped – S/Q/D/Q/X Cuadro Individual – Cuadro de Dobles – Dobles Mixtos | Desirae Krawczyk Neal Skupski 6-4, 7-6(1)             | Harriet Dart Joe Salisbury                  | Angelique Kerber Aryna Sabalenka            | Ajla Tomljanović Karolína Muchová Viktorija Golubic Ons Jabeur          |

### Julio
| Semana      | Torneo | Campeonas                                                   | Subcampeonas                              | Semifinalistas                    | Cuartos de final                                                 |
| ----------- | --- | ----------------------------------------------------------- | ----------------------------------------- | --------------------------------- | ---------------------------------------------------------------- |
| 5 de julio  | Hamburg European Open Hamburgo, Alemania WTA 250 $235,238 – Tierra Batida (roja) – 28S/16Q/15D Cuadro Individual – Cuadro de Dobles | Elena-Gabriela Ruse 7-6(6), 6-4                             | Andrea Petković                           | Dayana Yastremska Jule Niemeier   | Sara Errani Danielle Collins Tamara Zidanšek Ysaline Bonaventure |
| 5 de julio  | Hamburg European Open Hamburgo, Alemania WTA 250 $235,238 – Tierra Batida (roja) – 28S/16Q/15D Cuadro Individual – Cuadro de Dobles | Jasmine Paolini Jil Teichmann 6-0, 6-4                      | Astra Sharma Rosalie van der Hoek         | Dayana Yastremska Jule Niemeier   | Sara Errani Danielle Collins Tamara Zidanšek Ysaline Bonaventure |
| 12 de julio | Hungarian Grand Prix Budapest, Hungría WTA 250 $235,238 – Tierra Batida (roja) – 32S/24Q/16D Cuadro Individual – Cuadro de Dobles   | Yulia Putintseva 6-4, 6-0                                   | Anhelina Kalinina                         | Dalma Gálfi Danielle Collins      | Kateryna Kozlova Olga Danilović Panna Udvardy Paula Ormaechea    |
| 12 de julio | Hungarian Grand Prix Budapest, Hungría WTA 250 $235,238 – Tierra Batida (roja) – 32S/24Q/16D Cuadro Individual – Cuadro de Dobles   | Mihaela Buzărnescu Fanny Stollár 6-4, 6-4                   | Aliona Bolsova Tamara Korpatsch           | Dalma Gálfi Danielle Collins      | Kateryna Kozlova Olga Danilović Panna Udvardy Paula Ormaechea    |
| 12 de julio | Ladies Open Lausanne Lausana, Suiza WTA 250 $235,238 – Tierra Batida (Roja) – 32S/8Q/16D Cuadro Individual – Cuadro de Dobles       | Tamara Zidanšek 4-6, 7-6(5), 6-1                            | Clara Burel                               | Maryna Zanevska Caroline Garcia   | Lucia Bronzetti Natalia Vikhlyantseva Zarina Diyas Fiona Ferro   |
| 12 de julio | Ladies Open Lausanne Lausana, Suiza WTA 250 $235,238 – Tierra Batida (Roja) – 32S/8Q/16D Cuadro Individual – Cuadro de Dobles       | Susan Bandecchi Simona Waltert 6-3, 6-7(3), [10-5]          | Ulrike Eikkeri Valentini Grammatikopoulou | Maryna Zanevska Caroline Garcia   | Lucia Bronzetti Natalia Vikhlyantseva Zarina Diyas Fiona Ferro   |
| 12 de julio | Livesport Prague Open Praga, República Checa WTA 250 $235,238 – Dura – 32S/24Q/16D Cuadro Individual – Cuadro de Dobles             | Barbora Krejčíková 6-2, 6-0                                 | Tereza Martincová                         | Greet Minnen Xinyu Wang           | Viktória Kužmová Storm Sanders Grace Min Kateřina Siniaková      |
| 12 de julio | Livesport Prague Open Praga, República Checa WTA 250 $235,238 – Dura – 32S/24Q/16D Cuadro Individual – Cuadro de Dobles             | Marie Bouzková Lucie Hradecká 7-6(3), 6-4                   | Viktória Kužmová Nina Stojanović          | Greet Minnen Xinyu Wang           | Viktória Kužmová Storm Sanders Grace Min Kateřina Siniaková      |
| 19 de julio | Palermo Ladies Open Palermo, Italia WTA 250 $235,238 – Tierra Batida (Roja) – 32S/16Q/16D Cuadro Individual – Cuadro de Dobles      | Danielle Collins 6-4, 6-2                                   | Elena-Gabriela Ruse                       | Shuai Zhang Oceane Dodin          | Astra Sharma Olga Danilović Lucia Bronzetti Jaqueline Cristian   |
| 19 de julio | Palermo Ladies Open Palermo, Italia WTA 250 $235,238 – Tierra Batida (Roja) – 32S/16Q/16D Cuadro Individual – Cuadro de Dobles      | Erin Routliffe Kimberley Zimmermann 7-6(5), 4-6, [10-4]     | Natela Dzalamidze Kamilla Rakhimova       | Shuai Zhang Oceane Dodin          | Astra Sharma Olga Danilović Lucia Bronzetti Jaqueline Cristian   |
| 19 de julio | BNP Paribas Poland Open Gdynia, Polonia WTA 250 $235,238 – Tierra Batida (Roja) – 32S/16Q/16D Cuadro Individual – Cuadro de Dobles  | Maryna Zanevska 6-4, 7-6(4)                                 | Kristína Kučová                           | Kateryna Kozlova Tamara Korpatsch | Nuria Párrizas Katarzyna Kawa Ekaterine Gorgodze Anna Bondár     |
| 19 de julio | BNP Paribas Poland Open Gdynia, Polonia WTA 250 $235,238 – Tierra Batida (Roja) – 32S/16Q/16D Cuadro Individual – Cuadro de Dobles  | Anna Danilina Lidziya Marozava 6-3, 6-2                     | Kateryna Bondarenko Katarzyna Piter       | Kateryna Kozlova Tamara Korpatsch | Nuria Párrizas Katarzyna Kawa Ekaterine Gorgodze Anna Bondár     |
| 26 de julio | Juegos Olímpicos Tokio, Japón Juegos de la XXXII Olimpiada Dura – 64S/32D/16X Cuadro Individual – Cuadro de Dobles – Dobles Mixtos  | Oro                                                         | Plata                                     | Bronce                            | Cuarto lugar / Diploma Olímpico                                  |
| 26 de julio | Juegos Olímpicos Tokio, Japón Juegos de la XXXII Olimpiada Dura – 64S/32D/16X Cuadro Individual – Cuadro de Dobles – Dobles Mixtos  | Belinda Bencic 7-5, 2-6, 6-3                                | Markéta Vondroušová                       | Elina Svitólina                   | Elena Rybakina                                                   |
| 26 de julio | Juegos Olímpicos Tokio, Japón Juegos de la XXXII Olimpiada Dura – 64S/32D/16X Cuadro Individual – Cuadro de Dobles – Dobles Mixtos  | Barbora Krejčíková Kateřina Siniaková 7-5, 6-1              | Belinda Bencic Viktorija Golubic          | Laura Pigossi Luisa Stefani       | Veronika Kudermétova Elena Vesnina                               |
| 26 de julio | Juegos Olímpicos Tokio, Japón Juegos de la XXXII Olimpiada Dura – 64S/32D/16X Cuadro Individual – Cuadro de Dobles – Dobles Mixtos  | Anastasia Pavlyuchenkova Andrey Rublev 6-3, 6-7(5), [13-11] | Elena Vesnina Aslán Karatsev              | Ashleigh Barty John Peers         | Nina Stojanović Novak Djokovic                                   |

### Agosto
| Semana                       | Torneo | Campeonas                                              | Subcampeonas                      | Semifinalistas                       | Cuartos de final                                                        |
| ---------------------------- | --- | ------------------------------------------------------ | --------------------------------- | ------------------------------------ | ----------------------------------------------------------------------- |
| 2 de agosto                  | Mubadala Silicon Valley Classic San José, Estados Unidos WTA 500 $565,530 – Dura – 28S/16Q/16D Cuadro Individual – Cuadro de Dobles        | Danielle Collins 6-3, 6-7(10), 6-1                     | Daria Kasátkina                   | Elise Mertens Ana Konjuh             | Yulia Putintseva Magda Linette Shuai Zhang Elena Rybakina               |
| 2 de agosto                  | Mubadala Silicon Valley Classic San José, Estados Unidos WTA 500 $565,530 – Dura – 28S/16Q/16D Cuadro Individual – Cuadro de Dobles        | Darija Jurak Andreja Klepač 6-1, 7-5                   | Gabriela Dabrowski Luisa Stefani  | Elise Mertens Ana Konjuh             | Yulia Putintseva Magda Linette Shuai Zhang Elena Rybakina               |
| 2 de agosto                  | Winners Open Cluj-Napoca, Rumania WTA 250 $235,238 – Tierra Batida (Roja) – 32S/24Q/16D Cuadro Individual – Cuadro de Dobles               | Andrea Petković 6-1, 6-1                               | Mayar Sherif                      | Mihaela Buzărnescu Aleksandra Krunić | Kristína Kučová Kristýna Plíšková Anna Schmiedlová Seone Mendez         |
| 2 de agosto                  | Winners Open Cluj-Napoca, Rumania WTA 250 $235,238 – Tierra Batida (Roja) – 32S/24Q/16D Cuadro Individual – Cuadro de Dobles               | Natela Dzalamidze Kaja Juvan 6-3, 6-4                  | Katarzyna Piter Mayar Sherif      | Mihaela Buzărnescu Aleksandra Krunić | Kristína Kučová Kristýna Plíšková Anna Schmiedlová Seone Mendez         |
| 9 de agosto                  | Omnium Banque Nationale présenté par Rogers Montreal, Canadá WTA 1000 $1,835,490 – Dura – 56S/32Q/28D Cuadro Individual – Cuadro de Dobles | Camila Giorgi 6-3, 7-5                                 | Karolína Plíšková                 | Aryna Sabalenka Jessica Pegula       | Victoria Azárenka Sara Sorribes Cori Gauff Ons Jabeur                   |
| 9 de agosto                  | Omnium Banque Nationale présenté par Rogers Montreal, Canadá WTA 1000 $1,835,490 – Dura – 56S/32Q/28D Cuadro Individual – Cuadro de Dobles | Gabriela Dabrowski Luisa Stefani 6-3, 6-4              | Darija Jurak Andreja Klepač       | Aryna Sabalenka Jessica Pegula       | Victoria Azárenka Sara Sorribes Cori Gauff Ons Jabeur                   |
| 16 de agosto                 | Western & Southern Open Cincinnati, Estados Unidos WTA 1000 $2,114,989 – Dura – 56S/32Q/28D Cuadro Individual – Cuadro de Dobles           | Ashleigh Barty 6-3, 6-1                                | Jil Teichmann                     | Angelique Kerber Karolína Plíšková   | Barbora Krejčíková Petra Kvitová Paula Badosa Belinda Bencic            |
| 16 de agosto                 | Western & Southern Open Cincinnati, Estados Unidos WTA 1000 $2,114,989 – Dura – 56S/32Q/28D Cuadro Individual – Cuadro de Dobles           | Samantha Stosur Shuai Zhang 7-5, 6-3                   | Gabriela Dabrowski Luisa Stefani  | Angelique Kerber Karolína Plíšková   | Barbora Krejčíková Petra Kvitová Paula Badosa Belinda Bencic            |
| 23 de agosto                 | Tennis in The Land Cleveland, Estados Unidos WTA 250 $235,238 – Dura – 32S/16Q/16D Cuadro Individual – Cuadro de Dobles                    | Anett Kontaveit 7-6(5), 6-4                            | Irina-Camelia Begu                | Magda Linette Sara Sorribes          | Daria Kasátkina Aliaksandra Sasnóvich Shuai Zhang Kateřina Siniaková    |
| 23 de agosto                 | Tennis in The Land Cleveland, Estados Unidos WTA 250 $235,238 – Dura – 32S/16Q/16D Cuadro Individual – Cuadro de Dobles                    | Shuko Aoyama Ena Shibahara 7-5, 6-3                    | Christina McHale Sania Mirza      | Magda Linette Sara Sorribes          | Daria Kasátkina Aliaksandra Sasnóvich Shuai Zhang Kateřina Siniaková    |
| 23 de agosto                 | Chicago Women's Open Chicago, Estados Unidos WTA 250 $235,238 – Dura – 32S/16Q/16D Cuadro Individual – Cuadro de Dobles                    | Elina Svitólina 7-5, 6-4                               | Alizé Cornet                      | Rebecca Peterson Varvara Gracheva    | Kristina Mladenovic Tereza Martincová Marta Kostyuk Markéta Vondroušová |
| 23 de agosto                 | Chicago Women's Open Chicago, Estados Unidos WTA 250 $235,238 – Dura – 32S/16Q/16D Cuadro Individual – Cuadro de Dobles                    | Nadiia Kichenok Ioana Raluca Olaru 7-6(6), 5-7, [10-8] | Lyudmyla Kichenok Makoto Ninomiya | Rebecca Peterson Varvara Gracheva    | Kristina Mladenovic Tereza Martincová Marta Kostyuk Markéta Vondroušová |
| 30 de agosto 6 de septiembre | U.S. Open Nueva York, Estados Unidos Grand Slam $27,200,000 – Dura S/Q/D/X Cuadro Individual – Cuadro de Dobles – Dobles Mixtos            | Emma Raducanu 6-4, 6-3                                 | Leylah Fernandez                  | María Sákkari Aryna Sabalenka        | Belinda Bencic Karolína Plíšková Elina Svitólina Barbora Krejčíková     |
| 30 de agosto 6 de septiembre | U.S. Open Nueva York, Estados Unidos Grand Slam $27,200,000 – Dura S/Q/D/X Cuadro Individual – Cuadro de Dobles – Dobles Mixtos            | Samantha Stosur Shuai Zhang 6-3, 3-6, 6-3              | Cori Gauff Caty McNally           | María Sákkari Aryna Sabalenka        | Belinda Bencic Karolína Plíšková Elina Svitólina Barbora Krejčíková     |
| 30 de agosto 6 de septiembre | U.S. Open Nueva York, Estados Unidos Grand Slam $27,200,000 – Dura S/Q/D/X Cuadro Individual – Cuadro de Dobles – Dobles Mixtos            | Desirae Krawczyk Joe Salisbury 7-5, 6-2                | Giuliana Olmos Marcelo Arévalo    | María Sákkari Aryna Sabalenka        | Belinda Bencic Karolína Plíšková Elina Svitólina Barbora Krejčíková     |

### Septiembre
| Semana           | Torneo | Campeonas                                            | Subcampeonas                                | Semifinalistas                              | Cuartos de final                                                         |
| ---------------- | --- | ---------------------------------------------------- | ------------------------------------------- | ------------------------------------------- | ------------------------------------------------------------------------ |
| 13 de septiembre | ICBC Credit Card Zhengzhou Open Zhengzhou, China WTA 500 $ – Dura – S/Q/D                                                             | Cancelado debido a la Pandemia de COVID-19.          | Cancelado debido a la Pandemia de COVID-19. | Cancelado debido a la Pandemia de COVID-19. | Cancelado debido a la Pandemia de COVID-19.                              |
| 13 de septiembre | Hana-cupid Japan Women's Open Hiroshima, Japón WTA 250 $ – Dura – S/Q/D                                                               | Cancelado debido a la Pandemia de COVID-19.          | Cancelado debido a la Pandemia de COVID-19. | Cancelado debido a la Pandemia de COVID-19. | Cancelado debido a la Pandemia de COVID-19.                              |
| 13 de septiembre | Jiangxi Open Nanchang, China WTA 250 $ – Dura – S/Q/D                                                                                 | Cancelado debido a la Pandemia de COVID-19.          | Cancelado debido a la Pandemia de COVID-19. | Cancelado debido a la Pandemia de COVID-19. | Cancelado debido a la Pandemia de COVID-19.                              |
| 13 de septiembre | BGL BNP Paribas Luxembourg Open Luxemburgo, Luxemburgo WTA 250 $235,238 – Dura (i) – 30S/24Q/16D Cuadro Individual – Cuadro de Dobles | Clara Tauson 6-3, 4-6, 6-4                           | Jeļena Ostapenko                            | Liudmila Samsónova Markéta Vondroušová      | Belinda Bencic Alizé Cornet Marie Bouzková Elise Mertens                 |
| 13 de septiembre | BGL BNP Paribas Luxembourg Open Luxemburgo, Luxemburgo WTA 250 $235,238 – Dura (i) – 30S/24Q/16D Cuadro Individual – Cuadro de Dobles | Greet Minnen Alison Van Uytvanck 6-3, 6-3            | Erin Routliffe Kimberley Zimmermann         | Liudmila Samsónova Markéta Vondroušová      | Belinda Bencic Alizé Cornet Marie Bouzková Elise Mertens                 |
| 13 de septiembre | Zavarovalnica Sava Portorož Portoroz, Eslovenia WTA 250 $235,238 – Dura – 30S/24Q/16D Cuadro Individual – Cuadro de Dobles            | Jasmine Paolini 7-6(4), 6-2                          | Alison Riske                                | Kaja Juvan Yulia Putintseva                 | Tamara Zidanšek Kristina Mladenovic Sorana Cîrstea Lucia Bronzetti       |
| 13 de septiembre | Zavarovalnica Sava Portorož Portoroz, Eslovenia WTA 250 $235,238 – Dura – 30S/24Q/16D Cuadro Individual – Cuadro de Dobles            | Anna Kalinskaya Tereza Mihalíková 4-6, 6-2, [12-10]  | Aleksandra Krunić Lesley Kerkhove           | Kaja Juvan Yulia Putintseva                 | Tamara Zidanšek Kristina Mladenovic Sorana Cîrstea Lucia Bronzetti       |
| 20 de septiembre | Ostrava Open Ostrava, República Checa WTA 500 $565,530 – Dura (i) – 28S/24Q/16D Cuadro Individual – Cuadro de Dobles                  | Anett Kontaveit 6-2, 7-5                             | María Sákkari                               | Iga Świątek Petra Kvitová                   | Elena Rybakina Tereza Martincová Belinda Bencic Jil Teichmann            |
| 20 de septiembre | Ostrava Open Ostrava, República Checa WTA 500 $565,530 – Dura (i) – 28S/24Q/16D Cuadro Individual – Cuadro de Dobles                  | Sania Mirza Shuai Zhang 6-3, 6-2                     | Kaitlyn Christian Erin Routliffe            | Iga Świątek Petra Kvitová                   | Elena Rybakina Tereza Martincová Belinda Bencic Jil Teichmann            |
| 20 de septiembre | Toray Pan Pacific Open Osaka, Japón WTA 500 $ – Dura – S/Q/D                                                                          | Cancelado debido a la Pandemia de COVID-19.          | Cancelado debido a la Pandemia de COVID-19. | Cancelado debido a la Pandemia de COVID-19. | Cancelado debido a la Pandemia de COVID-19.                              |
| 20 de septiembre | Guangzhou Open Guangzhou, China WTA 250 $ – Dura – S/Q/D                                                                              | Cancelado debido a la Pandemia de COVID-19.          | Cancelado debido a la Pandemia de COVID-19. | Cancelado debido a la Pandemia de COVID-19. | Cancelado debido a la Pandemia de COVID-19.                              |
| 20 de septiembre | KEB Hana Bank Korea Open Seúl, Corea del Sur WTA 250 $ – Dura – S/Q/D                                                                 | Cancelado debido a la Pandemia de COVID-19.          | Cancelado debido a la Pandemia de COVID-19. | Cancelado debido a la Pandemia de COVID-19. | Cancelado debido a la Pandemia de COVID-19.                              |
| 27 de septiembre | Wuhan Open Wuhan, China WTA 1000 $ – Dura – S/Q/D                                                                                     | Cancelado debido a la Pandemia de COVID-19.          | Cancelado debido a la Pandemia de COVID-19. | Cancelado debido a la Pandemia de COVID-19. | Cancelado debido a la Pandemia de COVID-19.                              |
| 27 de septiembre | Chicago Fall Tennis Classic Chicago, Estados Unidos WTA 500 $565,530 – Dura – 56S/32Q/28D Cuadro Individual – Cuadro de Dobles        | Garbiñe Muguruza 3-6, 6-3, 6-0                       | Ons Jabeur                                  | Elena Rybakina Markéta Vondroušová          | Elina Svitólina Belinda Bencic Danielle Collins Mai Hontama              |
| 27 de septiembre | Chicago Fall Tennis Classic Chicago, Estados Unidos WTA 500 $565,530 – Dura – 56S/32Q/28D Cuadro Individual – Cuadro de Dobles        | Květa Peschke Andrea Petković 6-3, 6-1               | Caroline Dolehide Coco Vandeweghe           | Elena Rybakina Markéta Vondroušová          | Elina Svitólina Belinda Bencic Danielle Collins Mai Hontama              |
| 27 de septiembre | Astana Open Nur-sultán, Kazajistán WTA 250 $235,238 – Dura (i) – 30S/24Q/16D Cuadro Individual – Cuadro de Dobles                     | Alison Van Uytvanck 1-6, 6-4, 6-3                    | Yulia Putintseva                            | Rebecca Peterson Jaqueline Cristian         | Anastasia Gasanova Anastasia Potapova Aleksandra Krunić Varvara Gracheva |
| 27 de septiembre | Astana Open Nur-sultán, Kazajistán WTA 250 $235,238 – Dura (i) – 30S/24Q/16D Cuadro Individual – Cuadro de Dobles                     | Anna-Lena Friedsam Monica Niculescu 6-2, 4-6, [10-5] | Angelina Gabueva Anastasia Zakharova        | Rebecca Peterson Jaqueline Cristian         | Anastasia Gasanova Anastasia Potapova Aleksandra Krunić Varvara Gracheva |

### Octubre
| Semana                     | Torneo | Campeonas                                            | Subcampeonas                                | Semifinalistas                              | Cuartos de final                                                       |
| -------------------------- | --- | ---------------------------------------------------- | ------------------------------------------- | ------------------------------------------- | ---------------------------------------------------------------------- |
| 4 de octubre               | China Open Pekín, China WTA 1000 $ – Dura – S/Q/D                                                                            | Cancelado debido a la Pandemia de COVID-19.          | Cancelado debido a la Pandemia de COVID-19. | Cancelado debido a la Pandemia de COVID-19. | Cancelado debido a la Pandemia de COVID-19.                            |
| 4 de octubre 11 de octubre | BNP Paribas Open Indian Wells, Estados Unidos WTA 1000 $8,150,470 – Dura ;– 96S/48Q/32D Cuadro Individual – Cuadro de Dobles | Paula Badosa 7-6(5), 2-6, 7-6(2)                     | Victoria Azárenka                           | Ons Jabeur Jeļena Ostapenko                 | Anett Kontaveit Angelique Kerber Jessica Pegula Shelby Rogers          |
| 4 de octubre 11 de octubre | BNP Paribas Open Indian Wells, Estados Unidos WTA 1000 $8,150,470 – Dura ;– 96S/48Q/32D Cuadro Individual – Cuadro de Dobles | Su-Wei Hsieh Elise Mertens 7-6(1), 6-3               | Veronika Kudermétova Elena Rybakina         | Ons Jabeur Jeļena Ostapenko                 | Anett Kontaveit Angelique Kerber Jessica Pegula Shelby Rogers          |
| 11 de octubre              | Prudential Hong Kong Tennis Open Hong Kong, China WTA 250 $ – Dura – S/Q/D                                                   | Cancelado debido a la Pandemia de COVID-19.          | Cancelado debido a la Pandemia de COVID-19. | Cancelado debido a la Pandemia de COVID-19. | Cancelado debido a la Pandemia de COVID-19.                            |
| 11 de octubre              | Tianjin Open Tianjin, China WTA 250 $ – Dura – S/Q/D                                                                         | Cancelado debido a la Pandemia de COVID-19.          | Cancelado debido a la Pandemia de COVID-19. | Cancelado debido a la Pandemia de COVID-19. | Cancelado debido a la Pandemia de COVID-19.                            |
| 18 de octubre              | VTB Kremlin Cup Moscú, Rusia WTA 500 $565,530 – Dura (i) – 28S/24Q/16D Cuadro Individual – Cuadro de Dobles                  | Anett Kontaveit 4-6, 6-4, 7-5                        | Ekaterina Alexandrova                       | María Sákkari Markéta Vondroušová           | Aryna Sabalenka Simona Halep Anastasia Pavlyuchenkova Garbiñe Muguruza |
| 18 de octubre              | VTB Kremlin Cup Moscú, Rusia WTA 500 $565,530 – Dura (i) – 28S/24Q/16D Cuadro Individual – Cuadro de Dobles                  | Jeļena Ostapenko Kateřina Siniaková 6-2, 4-6, [10-8] | Nadiia Kichenok Ioana Raluca Olaru          | María Sákkari Markéta Vondroušová           | Aryna Sabalenka Simona Halep Anastasia Pavlyuchenkova Garbiñe Muguruza |
| 18 de octubre              | Tenerife Ladies Open Tenerife, España WTA 250 $235,238 – Dura – 32S/24Q/16D Cuadro Individual – Cuadro de Dobles             | Ann Li 6-1, 6-4                                      | María Camila Osorio                         | Camila Giorgi Alizé Cornet                  | Saisai Zheng Arantxa Rus Irina-Camelia Begu Anna Schmiedlová           |
| 18 de octubre              | Tenerife Ladies Open Tenerife, España WTA 250 $235,238 – Dura – 32S/24Q/16D Cuadro Individual – Cuadro de Dobles             | Ulrikke Eikeri Ellen Perez 6-3, 6-3                  | Lyudmyla Kichenok Marta Kostyuk             | Camila Giorgi Alizé Cornet                  | Saisai Zheng Arantxa Rus Irina-Camelia Begu Anna Schmiedlová           |
| 25 de octubre              | Courmayeur Ladies Open Courmayeur, Italia WTA 250 $235,238 – Dura (i) – 32S/23Q/16D Cuadro Individual – Cuadro de Dobles     | Donna Vekić 7-6(3), 6-2                              | Clara Tauson                                | Jasmine Paolini Liudmila Samsónova          | Dayana Yastremska Xinyu Wang Anna Kalinskaya Ann Li                    |
| 25 de octubre              | Courmayeur Ladies Open Courmayeur, Italia WTA 250 $235,238 – Dura (i) – 32S/23Q/16D Cuadro Individual – Cuadro de Dobles     | Xinyu Wang Saisai Zheng 6-4, 3-6, [10-5]             | Eri Hozumi Shuai Zhang                      | Jasmine Paolini Liudmila Samsónova          | Dayana Yastremska Xinyu Wang Anna Kalinskaya Ann Li                    |
| 25 de octubre              | Transylvania Open Cluj-Napoca, Rumania WTA 250 $235,238 – Dura (i) – 32S/20Q/16D Cuadro Individual – Cuadro de Dobles        | Anett Kontaveit 6-2, 6-3                             | Simona Halep                                | Marta Kostyuk Rebecca Peterson              | Jaqueline Cristian Emma Raducanu Lesia Tsurenko Anhelina Kalinina      |
| 25 de octubre              | Transylvania Open Cluj-Napoca, Rumania WTA 250 $235,238 – Dura (i) – 32S/20Q/16D Cuadro Individual – Cuadro de Dobles        | Irina Bara Ekaterine Gorgodze 4-6, 6-1, [11-9]       | Aleksandra Krunić Lesley Kerkhove           | Marta Kostyuk Rebecca Peterson              | Jaqueline Cristian Emma Raducanu Lesia Tsurenko Anhelina Kalinina      |

### Noviembre
| Semana         | Torneo | Campeonas                                      | Subcampeonas                                | Semifinalistas                              | Cuartos de final                                                                            |
| -------------- | --- | ---------------------------------------------- | ------------------------------------------- | ------------------------------------------- | ------------------------------------------------------------------------------------------- |
| 1 de noviembre | Copa Billie Jean King – Finales Praga, República Checa Dura (i) – Torneo por equipos                                          | Rusia 2-0                                      | Suiza                                       | Estados Unidos Australia                    |                                                                                             |
| 1 de noviembre | Hengqin Life WTA Elite Trophy Zhuhai, China Campeonato de Fin de Año $ – Dura (i) – 12S (RR)/6D (RR)                          | Cancelado debido a la Pandemia de COVID-19.    | Cancelado debido a la Pandemia de COVID-19. | Cancelado debido a la Pandemia de COVID-19. | Cancelado debido a la Pandemia de COVID-19.                                                 |
| 8 de noviembre | AKRON WTA Finals Zapopan, México Campeonato de Fin de Año $5,000,000 – Dura – 8S (RR)/8D Cuadro Individual – Cuadro de Dobles | Garbiñe Muguruza 6-3, 7-5                      | Anett Kontaveit                             | Paula Badosa María Sákkari                  | Round RobinGrupo A Aryna Sabalenka Iga Świątek Grupo B Karolína Plíšková Barbora Krejčíková |
| 8 de noviembre | AKRON WTA Finals Zapopan, México Campeonato de Fin de Año $5,000,000 – Dura – 8S (RR)/8D Cuadro Individual – Cuadro de Dobles | Barbora Krejčíková Kateřina Siniaková 6-3, 6-4 | Su-Wei Hsieh Elise Mertens                  | Paula Badosa María Sákkari                  | Round RobinGrupo A Aryna Sabalenka Iga Świątek Grupo B Karolína Plíšková Barbora Krejčíková |
| 8 de noviembre | Upper Austria Ladies Linz Linz, Austria WTA 250 $235,238 – Dura (i) – 24S/16Q/16D Cuadro Individual – Cuadro de Dobles        | Alison Riske 2-6, 6-2, 7-5                     | Jaqueline Cristian                          | Danielle Collins Simona Halep               | Xinyu Wang Alison Van Uytvanck Veronika Kudermétova Jasmine Paolini                         |
| 8 de noviembre | Upper Austria Ladies Linz Linz, Austria WTA 250 $235,238 – Dura (i) – 24S/16Q/16D Cuadro Individual – Cuadro de Dobles        | Natela Dzalamidze Kamilla Rakhimova 6-4, 6-2   | Xinyu Wang Saisai Zheng                     | Danielle Collins Simona Halep               | Xinyu Wang Alison Van Uytvanck Veronika Kudermétova Jasmine Paolini                         |

## Resumen por títulos

### Individual

#### Por tenistas
| N.º | Tenista              | Total | Grand Slam * | WTA 1000 | WTA 500 | WTA 250 * |
| 1   | Ashleigh Barty       | 5     | 1            | 2        | 2       |           |
| 2   | Anett Kontaveit      | 4     |              |          | 2       | 2         |
| 3   | Barbora Krejčíková   | 3     | 1            |          |         | 2         |
| 3   | Garbiñe Muguruza     | 3     | (+1)         | 1        | 1       |           |
| 5   | Aryna Sabalenka      | 2     |              | 1        | 1       |           |
| 5   | Iga Świątek          | 2     |              | 1        | 1       |           |
| 5   | Paula Badosa         | 2     |              | 1        |         | 1         |
| 5   | Danielle Collins     | 2     |              |          | 1       | 1         |
| 5   | Daria Kasátkina      | 2     |              |          | 1       | 1         |
| 5   | Clara Tauson         | 2     |              |          |         | 2         |
| 11  | Naomi Osaka          | 1     | 1            |          |         |           |
| 11  | Emma Raducanu        | 1     | 1            |          |         |           |
| 11  | Belinda Bencic       | 1     | (+1)         |          |         |           |
| 11  | Camila Giorgi        | 1     |              | 1        |         |           |
| 11  | Veronika Kudermétova | 1     |              |          | 1       |           |
| 11  | Petra Kvitová        | 1     |              |          | 1       |           |
| 11  | Elise Mertens        | 1     |              |          | 1       |           |
| 11  | Jeļena Ostapenko     | 1     |              |          | 1       |           |
| 11  | Liudmila Samsónova   | 1     |              |          | 1       |           |
| 11  | Sorana Cîrstea       | 1     |              |          |         | 1         |
| 11  | Leylah Fernandez     | 1     |              |          |         | 1         |
| 11  | Cori Gauff           | 1     |              |          |         | 1         |
| 11  | Ons Jabeur           | 1     |              |          |         | 1         |
| 11  | Angelique Kerber     | 1     |              |          |         | 1         |
| 11  | Johanna Konta        | 1     |              |          |         | 1         |
| 11  | Ann Li               | 1     |              |          |         | 1         |
| 11  | María Camila Osorio  | 1     |              |          |         | 1         |
| 11  | Jasmine Paolini      | 1     |              |          |         | 1         |
| 11  | Andrea Petković      | 1     |              |          |         | 1         |
| 11  | Yulia Putintseva     | 1     |              |          |         | 1         |
| 11  | Alison Riske         | 1     |              |          |         | 1         |
| 11  | Elena-Gabriela Ruse  | 1     |              |          |         | 1         |
| 11  | Astra Sharma         | 1     |              |          |         | 1         |
| 11  | Sara Sorribes        | 1     |              |          |         | 1         |
| 11  | Elina Svitólina      | 1     |              |          |         | 1         |
| 11  | Alison Van Uytvanck  | 1     |              |          |         | 1         |
| 11  | Donna Vekić          | 1     |              |          |         | 1         |
| 11  | Maryna Zanevska      | 1     |              |          |         | 1         |
| 11  | Tamara Zidanšek      | 1     |              |          |         | 1         |

#### Por países
| N.º | País            | Total | Grand Slam * | WTA 1000 | WTA 500 | WTA 250 * |
| 1   | Australia       | 6     | 1            | 2        | 2       | 1         |
| 1   | España          | 6     | (+1)         | 2        | 1       | 2         |
| 3   | Estados Unidos  | 5     |              |          | 1       | 4         |
| 4   | República Checa | 4     | 1            |          | 1       | 2         |
| 4   | Rusia           | 4     |              |          | 3       | 1         |
| 4   | Estonia         | 4     |              |          | 2       | 2         |
| 7   | Bélgica         | 3     |              |          | 1       | 2         |
| 8   | Reino Unido     | 2     | 1            |          |         | 1         |
| 8   | Bielorrusia     | 2     |              | 1        | 1       |           |
| 8   | Polonia         | 2     |              | 1        | 1       |           |
| 8   | Italia          | 2     |              | 1        |         | 1         |
| 8   | Alemania        | 2     |              |          |         | 2         |
| 8   | Dinamarca       | 2     |              |          |         | 2         |
| 8   | Rumania         | 2     |              |          |         | 2         |
| 15  | Japón           | 1     | 1            |          |         |           |
| 15  | Suiza           | 1     | (+1)         |          |         |           |
| 15  | Letonia         | 1     |              |          | 1       |           |
| 15  | Canadá          | 1     |              |          |         | 1         |
| 15  | Colombia        | 1     |              |          |         | 1         |
| 15  | Croacia         | 1     |              |          |         | 1         |
| 15  | Eslovenia       | 1     |              |          |         | 1         |
| 15  | Kazajistán      | 1     |              |          |         | 1         |
| 15  | Túnez           | 1     |              |          |         | 1         |
| 15  | Ucrania         | 1     |              |          |         | 1         |

### Dobles

#### Por tenistas
| N.º | Tenista              | Total | Grand Slam * | WTA 1000 | WTA 500 | WTA 250 * |
| 1   | Kateřina Siniaková   | 6     | 1(+2)        | 1        | 2       |           |
| 2   | Barbora Krejčíková   | 5     | 1(+2)        | 1        | 1       |           |
| 2   | Shuko Aoyama         | 5     |              | 1        | 3       | 1         |
| 2   | Ena Shibahara        | 5     |              | 1        | 3       | 1         |
| 5   | Elise Mertens        | 4     | 2            | 1        |         | 1         |
| 6   | Shuai Zhang          | 3     | 1            | 1        | 1       |           |
| 6   | Alexa Guarachi       | 3     |              | 1        | 1       | 1         |
| 6   | Darija Jurak         | 3     |              | 1        | 1       | 1         |
| 9   | Su-Wei Hsieh         | 2     | 1            | 1        |         |           |
| 9   | Samantha Stosur      | 2     | 1            | 1        |         |           |
| 9   | Aryna Sabalenka      | 2     | 1            |          | 1       |           |
| 9   | Nicole Melichar      | 2     |              |          | 2       |           |
| 9   | Demi Schuurs         | 2     |              |          | 2       |           |
| 9   | Nadiia Kichenok      | 2     |              |          | 1       | 1         |
| 9   | Andreja Klepač       | 2     |              |          | 1       | 1         |
| 9   | Desirae Krawczyk     | 2     |              |          | 1       | 1         |
| 9   | Ioana Raluca Olaru   | 2     |              |          | 1       | 1         |
| 9   | Marie Bouzková       | 2     |              |          |         | 2         |
| 9   | Natela Dzalamidze    | 2     |              |          |         | 2         |
| 9   | Lucie Hradecká       | 2     |              |          |         | 2         |
| 9   | Caty McNally         | 2     |              |          |         | 2         |
| 9   | Ellen Perez          | 2     |              |          |         | 2         |
| 9   | Kamilla Rakhimova    | 2     |              |          |         | 2         |
| 24  | Gabriela Dabrowski   | 1     |              | 1        |         |           |
| 24  | Sharon Fichman       | 1     |              | 1        |         |           |
| 24  | Giuliana Olmos       | 1     |              | 1        |         |           |
| 24  | Luisa Stefani        | 1     |              | 1        |         |           |
| 24  | Victoria Azárenka    | 1     |              |          | 1       |           |
| 24  | Ashleigh Barty       | 1     |              |          | 1       |           |
| 24  | Jennifer Brady       | 1     |              |          | 1       |           |
| 24  | Sania Mirza          | 1     |              |          | 1       |           |
| 24  | Jeļena Ostapenko     | 1     |              |          | 1       |           |
| 24  | Květa Peschke        | 1     |              |          | 1       |           |
| 24  | Andrea Petković      | 1     |              |          | 1       |           |
| 24  | Susan Bandecchi      | 1     |              |          |         | 1         |
| 24  | Hailey Baptiste      | 1     |              |          |         | 1         |
| 24  | Irina Bara           | 1     |              |          |         | 1         |
| 24  | Mihaela Buzărnescu   | 1     |              |          |         | 1         |
| 24  | Anna Danilina        | 1     |              |          |         | 1         |
| 24  | Caroline Dolehide    | 1     |              |          |         | 1         |
| 24  | Ulrikke Eikeri       | 1     |              |          |         | 1         |
| 24  | Anna-Lena Friedsam   | 1     |              |          |         | 1         |
| 24  | Cori Gauff           | 1     |              |          |         | 1         |
| 24  | Ekaterine Gorgodze   | 1     |              |          |         | 1         |
| 24  | Kaja Juvan           | 1     |              |          |         | 1         |
| 24  | Anna Kalinskaya      | 1     |              |          |         | 1         |
| 24  | Lyudmyla Kichenok    | 1     |              |          |         | 1         |
| 24  | Aleksandra Krunić    | 1     |              |          |         | 1         |
| 24  | Veronika Kudermétova | 1     |              |          |         | 1         |
| 24  | Viktória Kužmová     | 1     |              |          |         | 1         |
| 24  | Elixane Lechemia     | 1     |              |          |         | 1         |
| 24  | Lidziya Marozava     | 1     |              |          |         | 1         |
| 24  | Tereza Mihalíková    | 1     |              |          |         | 1         |
| 24  | Greet Minnen         | 1     |              |          |         | 1         |
| 24  | Asia Muhammad        | 1     |              |          |         | 1         |
| 24  | Ingrid Neel          | 1     |              |          |         | 1         |
| 24  | Monica Niculescu     | 1     |              |          |         | 1         |
| 24  | Makoto Ninomiya      | 1     |              |          |         | 1         |
| 24  | Jasmine Paolini      | 1     |              |          |         | 1         |
| 24  | Ankita Raina         | 1     |              |          |         | 1         |
| 24  | Erin Routliffe       | 1     |              |          |         | 1         |
| 24  | Arantxa Rus          | 1     |              |          |         | 1         |
| 24  | Astra Sharma         | 1     |              |          |         | 1         |
| 24  | Nina Stojanović      | 1     |              |          |         | 1         |
| 24  | Fanny Stollár        | 1     |              |          |         | 1         |
| 24  | Jil Teichmann        | 1     |              |          |         | 1         |
| 24  | Alison Van Uytvanck  | 1     |              |          |         | 1         |
| 24  | Simona Waltert       | 1     |              |          |         | 1         |
| 24  | Xinyu Wang           | 1     |              |          |         | 1         |
| 24  | Saisai Zheng         | 1     |              |          |         | 1         |
| 24  | Kimberley Zimmermann | 1     |              |          |         | 1         |

#### Por países
| N.º | País            | Total | Grand Slam * | WTA 1000 | WTA 500 | WTA 250 * |
| 1   | República Checa | 16    | 2(+4)        | 2        | 4       | 4         |
| 2   | Estados Unidos  | 12    |              |          | 4       | 8         |
| 3   | Japón           | 11    |              | 2        | 6       | 3         |
| 4   | Bélgica         | 7     | 2            | 1        |         | 4         |
| 5   | Australia       | 6     | 1            | 1        | 1       | 3         |
| 5   | Rusia           | 6     |              |          |         | 6         |
| 7   | China           | 5     | 1            | 1        | 1       | 2         |
| 7   | Rumania         | 5     |              |          | 1       | 4         |
| 9   | Bielorrusia     | 4     | 1            |          | 2       | 1         |
| 10  | Chile           | 3     |              | 1        | 1       | 1         |
| 10  | Croacia         | 3     |              | 1        | 1       | 1         |
| 10  | Países Bajos    | 3     |              |          | 2       | 1         |
| 10  | Eslovenia       | 3     |              |          | 1       | 2         |
| 10  | Ucrania         | 3     |              |          | 1       | 2         |
| 10  | Suiza           | 3     |              |          |         | 3         |
| 16  | China Taipéi    | 2     | 1            | 1        |         |           |
| 16  | Canadá          | 2     |              | 2        |         |           |
| 16  | Alemania        | 2     |              |          | 1       | 1         |
| 16  | India           | 2     |              |          | 1       | 1         |
| 16  | Eslovaquia      | 2     |              |          |         | 2         |
| 16  | Serbia          | 2     |              |          |         | 2         |
| 22  | Brasil          | 1     |              | 1        |         |           |
| 22  | México          | 1     |              | 1        |         |           |
| 22  | Letonia         | 1     |              |          |         | 1         |
| 22  | Francia         | 1     |              |          |         | 1         |
| 22  | Georgia         | 1     |              |          |         | 1         |
| 22  | Hungría         | 1     |              |          |         | 1         |
| 22  | Italia          | 1     |              |          |         | 1         |
| 22  | Kazajistán      | 1     |              |          |         | 1         |
| 22  | Noruega         | 1     |              |          |         | 1         |
| 22  | Nueva Zelanda   | 1     |              |          |         | 1         |

### Dobles Mixto

#### Por tenistas
| N.º | Tenista                  | Total | Grand Slam |
| 1   | Desirae Krawczyk         | 3     | 3          |
| 2   | Joe Salisbury            | 2     | 2          |
| 3   | Barbora Krejčíková       | 1     | 1          |
| 3   | Rajeev Ram               | 1     | 1          |
| 3   | Neal Skupski             | 1     | 1          |
| 3   | Anastasia Pavlyuchenkova | 1     | (+1)       |
| 3   | Andrey Rublev            | 1     | (+1)       |

#### Por países
| N.º | País            | Total | Grand Slam |
| 1   | Estados Unidos  | 4     | 4          |
| 2   | Reino Unido     | 3     | 3          |
| 3   | Rusia           | 2     | (+2)       |
| 4   | República Checa | 1     | 1          |

### Detalles de los títulos
Las siguientes jugadoras ganaron su primer título del circuito en individual o dobles:
Individual
- Clara Tauson  – Lyon (Cuadro)
- Sara Sorribes  – Guadalajara (Cuadro)
- Leylah Fernandez  – Monterrey (Cuadro)
- Veronika Kudermétova  – Charleston (Cuadro)
- María Camila Osorio  – Bogotá (Cuadro)
- Astra Sharma  – Charleston II (Cuadro)
- Paula Badosa  – Belgrado (Cuadro)
- Barbora Krejčíková  – Estrasburgo (Cuadro)
- Liudmila Samsónova  – Berlín (Cuadro)
- Ons Jabeur  – Birmingham (Cuadro)
- Elena-Gabriela Ruse  – Hamburgo (Cuadro)
- Tamara Zidanšek  – Lausana (Cuadro)
- Maryna Zanevska  – Gdynia (Cuadro)
- Danielle Collins  – Palermo (Cuadro)
- Emma Raducanu  – Abierto de EE.UU. (Cuadro)
- Jasmine Paolini  – Portoroz (Cuadro)
- Ann Li  – Tenerife (Cuadro)

Dobles
- Ankita Raina  – Melbourne IV (Cuadro)
- Kamilla Rakhimova  – Melbourne IV (Cuadro)
- Caroline Dolehide  – Monterrey (Cuadro)
- Elixane Lechemia  – Bogotá (Cuadro)
- Ingrid Neel  – Bogotá (Cuadro)
- Hailey Baptiste  – Charleston II (Cuadro)
- Jennifer Brady  – Stuttgart (Cuadro)
- Marie Bouzková  – Birmingham (Cuadro)
- Jasmine Paolini  – Hamburgo (Cuadro)
- Jil Teichmann  – Hamburgo (Cuadro)
- Susan Bandecchi  – Lausana (Cuadro)
- Simona Waltert  – Lausana (Cuadro)
- Anna Danilina  – Gdynia (Cuadro)
- Erin Routliffe  – Palermo (Cuadro)
- Kimberley Zimmermann  – Palermo (Cuadro)
- Natela Dzalamidze  – Cluj-Napoca (Cuadro)
- Kaja Juvan  – Cluj-Napoca (Cuadro)
- Tereza Mihalíková  – Portoroz (Cuadro)
- Andrea Petković  – Chicago II (Cuadro)
- Ulrike Eikkeri  – Tenerife (Cuadro)
- Irina Bara  – Cluj-Napoca II (Cuadro)
- Ekaterine Gorgodze  – Cluj-Napoca II (Cuadro)

Las siguientes jugadoras defendieron con éxito el título conseguido la temporada pasada en individual o dobles:
Individual
- Ashleigh Barty  – Miami (Cuadro)

Dobles
- Su-Wei Hsieh  – Wimbledon (Cuadro)
- Lucie Hradecká  – Praga (Cuadro)
- Elise Mertens  – Indian Wells (Cuadro)

## Distribución de puntos
| Categoría             | G     | F     | SF   | CF                                              | R16                                             | R32                                             | R64                                             | R128                                            | Q                                               | Q3                                              | Q2                                              | Q1                                              |
| Grand Slam (S)        | 2000  | 1300  | 780  | 430                                             | 240                                             | 130                                             | 70                                              | 10                                              | 40                                              | 30                                              | 20                                              | 2                                               |
| Grand Slam (D)        | 2000  | 1300  | 780  | 430                                             | 240                                             | 130                                             | 10                                              | –                                               | 40                                              | –                                               | –                                               | –                                               |
| WTA Finals (S)        | 1500* | 1080* | 750* | (+125 por cada partido; +125 por cada victoria) | (+125 por cada partido; +125 por cada victoria) | (+125 por cada partido; +125 por cada victoria) | (+125 por cada partido; +125 por cada victoria) | (+125 por cada partido; +125 por cada victoria) | (+125 por cada partido; +125 por cada victoria) | (+125 por cada partido; +125 por cada victoria) | (+125 por cada partido; +125 por cada victoria) | (+125 por cada partido; +125 por cada victoria) |
| WTA Finals (D)        | 1500  | 1080  | 750  | 375                                             | –                                               | –                                               | –                                               | –                                               | –                                               | –                                               | –                                               | –                                               |
| WTA 1000 (96S)        | 1000  | 700   | 450  | 250                                             | 150                                             | 90                                              | 45                                              | 10                                              | 40                                              | –                                               | 20                                              | 0                                               |
| WTA 1000 (64S)        | 1000  | 700   | 450  | 250                                             | 150                                             | 90                                              | 10                                              | –                                               | 40                                              | –                                               | 20                                              | 0                                               |
| WTA 1000 (28/32D)     | 1000  | 700   | 450  | 250                                             | 150                                             | 10                                              | –                                               | –                                               | –                                               | –                                               | –                                               | –                                               |
| WTA 500 (56S)         | 500   | 300   | 180  | 90                                              | 45                                              | 10                                              | 0                                               | –                                               | 12                                              | –                                               | 6                                               | 0                                               |
| WTA 500 (32/30/28S)   | 500   | 300   | 180  | 90                                              | 45                                              | 0                                               | –                                               | –                                               | 12                                              | 9                                               | 6                                               | 0                                               |
| WTA 500 (32/28D)      | 500   | 300   | 180  | 90                                              | 45                                              | 0                                               | –                                               | –                                               | –                                               | –                                               | –                                               | –                                               |
| WTA 500 (16D)         | 500   | 300   | 180  | 90                                              | 0                                               | –                                               | –                                               | –                                               | –                                               | –                                               | –                                               | –                                               |
| WTA Elite Trophy      | 700*  | 440*  | 240* | (+40 por cada partido; +80 por cada victoria)   | (+40 por cada partido; +80 por cada victoria)   | (+40 por cada partido; +80 por cada victoria)   | (+40 por cada partido; +80 por cada victoria)   | (+40 por cada partido; +80 por cada victoria)   | (+40 por cada partido; +80 por cada victoria)   | (+40 por cada partido; +80 por cada victoria)   | (+40 por cada partido; +80 por cada victoria)   | (+40 por cada partido; +80 por cada victoria)   |
| WTA 250 (32S, 32Q)    | 250   | 150   | 90   | 45                                              | 10                                              | 0                                               | –                                               | –                                               | 10                                              | 7                                               | 5                                               | 0                                               |
| WTA 250 (32S, 24/16Q) | 250   | 150   | 90   | 45                                              | 10                                              | 0                                               | –                                               | –                                               | 10                                              | –                                               | 5                                               | 0                                               |
| WTA 250 (32/28D)      | 250   | 150   | 90   | 45                                              | 10                                              | 0                                               | –                                               | –                                               | –                                               | –                                               | –                                               | –                                               |
| WTA 250 (16D)         | 250   | 150   | 90   | 45                                              | 0                                               | –                                               | –                                               | –                                               | –                                               | –                                               | –                                               | –                                               |

## Retiros
- Gréta Arn  nació el 13 de abril de 1979 en Budapest, Hungría, se convirtió en profesional en 1997 y alcanzó el puesto no. 40 en singles en mayo de 2011 y el puesto no. 175 en dobles en diciembre de 2000.[4]

- Kiki Bertens nació el 10 de diciembre de 1991 en Wateringen, Países Bajos. La ex número 4 del mundo y la holandesa mejor clasificada en la historia de la WTA ha ganado 10 títulos individuales y 10 títulos de dobles en su carrera. Anunció el 16 de junio de 2021 que el 2021 será su última temporada.[5]

- Nicole Gibbs nació el 3 de marzo de 1993 en Cincinnati, Estados Unidos, se convirtió en profesional en 2013 y alcanzó el puesto no. 68 en singles en julio de 2016 y el puesto no. 107 en dobles en septiembre de 2016.[6]

- Vania King nació el 3 de febrero de 1989 en Monterey Park, California, Estados Unidos, se convirtió en profesional en 2006 y alcanzó el puesto no. 50 en singles y el no. 3 en dobles. King alcanzó tres finales individuales durante su carrera, ganando una de ellas en Bangkok en 2006. Era más conocida como especialista en dobles, ganando quince títulos en su carrera.[7]

- Barbora Strýcová nació el 28 de marzo de 1986 en Plzeň, República Checa, se convirtió en profesional en 2003 y alcanzó el puesto no. 1 en dobles el 15 de julio de 2019, ganó dos títulos en singles y 31 en dobles. Ganó Wimbledon en 2019 y fue medallista de bronce en los JJ.OO. de Río 2016.[8]